# Никаноров Володимир Миколайович
Никаноров Володимир Миколайович (рос. Владимир Николаевич Никаноров; нар. 14 липня 1917, Москва, Російська імперія — пом. 20 травня 1980, Москва, СРСР) — радянський спортсмен (футбол, хокей із шайбою та хокей з м'ячем). Заслужений майстер спорту СРСР (1948).

## Футбол
В 1938-39 роках виступав за московський «Харчовик». 1940 переходить до ЦБЧА. Основний голкіпер знаменитої «команди лейтенантів». П'ятиразовий чемпіон СРСР та трьохразовий володар кубка. Після розформування ЦБРА грав за команду міста Калініна та МВО (Москва). Всього в елітному дивізіоні провів 234 матчі. Вважається одним з найкращих радянських воротарів 40-х років двадцятого століття.
У складі збірної СРСР (1952 рік) провів два неофіційних матча. 11 травня радянські футболісти програли збірній Польщі (0:1), а через місяць нічия з болгарами (2:2). Перебував у резерві національної збірної на Літніх Олімпійських іграх 1952 у Гельсінкі.

## Хокей
Виступав у турнірах по хокею з м'ячем за «Харчовик» (1938—1939) та ЦБЧА (1939—1937). У складі армійського клуба володар кубка СРСР 1945, 1946. По три рази його команда здобувала перемоги у чемпіонаті (1940, 1943, 1946) та кубку Москви (1942, 1945, 1946).
Брав участь у перших чотирьох чемпіонатах СРСР з хокею із шайбою. Перший капітан команди у цьому виді спорту. Виступав у захисті разом зі своїм дублером, по футбольній команді, Володимиром Веневцевим. До речі, ворота команди захищав футбольний півзахисник Борис Афанасьєв. Тричі здобував золоті нагороди чемпіонату СРСР та одного разу — срібну. Всього у чемпіонаті СРСР з 1946 по 1950 рік провів 60 матчів (8 голів). Чотири рази поспіль обирався до шістки найкращих гравців сезону (1947—1950).
Капітан збірної Москви, яка взимку 1948 року проводила серію матчів з найсильнішою європейською клубною командою того часу, празьким ЛТЦ. Брав участь в усіх трьох матчах.

## Тренер
З 1955 по 1969 очолював футбольні команди ОБО (Свердловськ), СКА (Львів), СКЧФ (Севастополь), «Знамя» (Ногінськ) та «Буровик» (Альметьєвськ). У 1962—1963 роках працював у тренерському штабові ЦСКА. 1963 року, під його керівництвом, збірна Збройних сил СРСР стала переможцем Спартакіади дружніх армій.

## Досягнення
| Нагороди                         | Команда       | Кіл. | Роки                         |
| -------------------------------- | ------------- | ---- | ---------------------------- |
| Чемпіонат СРСР з хокею із шайбою |               |      |                              |
| Золото                           | ЦБЧА (Москва) | 3    | 1948, 1949, 1950             |
| Срібло                           | ЦБЧА (Москва) | 1    | 1947                         |
| Чемпіонат СРСР з футболу         |               |      |                              |
| Золото                           | ЦБРА (Москва) | 5    | 1946, 1947, 1948, 1950, 1951 |
| Срібло                           | ЦБРА (Москва) | 2    | 1945, 1949                   |
| Кубок СРСР з футболу             |               |      |                              |
| Володар                          | ЦБРА (Москва) | 3    | 1945, 1948, 1951             |
| Кубок СРСР з хокею з м'ячем      |               |      |                              |
| Володар                          | ЦБЧА (Москва) | 2    | 1945, 1946                   |